# Арнаут Даниэль
Арнаут Даниэль (окс. Arnaut Danièl; по-русски также пишется Арнальдо или Арно; ок. 1145-1150 — ок. 1200-1210, годы творчества 1180-1195) — провансальский трубадур; жил в конце XII века при дворе Ричарда I, короля английского, и при дворах южной Франции.

## Биография. Творчество
Дворянин по рождению, получил образование, но, как сообщает его средневековая «биография», «оставил науки ради пения».
Лирика Даниэля туманна, стихи тяжеловесны. Средневековый автор его жизнеописания замечает, что он «избрал род сочинения в изысканных рифмах, так что песни его нелегко ни понять, ни запомнить». Но Данте высоко ценил его рыцарско-придворные песни и называл Даниэля «первым певцом любви». В XXVI песне «Чистилища» «Божественной комедии» от лица поэта Гвидо Гвиницелли он называет Даниэля лучшим поэтом:

Брат,— молвил он,— вот тот (и на другого
Он пальцем указал среди огней)
Получше был ковач родного слова.
В стихах любви и в сказах он сильней
Всех прочих…
— Перевод Михаил Лозинского
Творчество Даниэля — расцвет тёмного стиля. Даниэль первый из трубадуров стал писать свои произведения в форме секстины. Его секстина Lo ferm voler qu’el cor m’intra («Слепую страсть, что в сердце входит…» — наименование по переводу А. Наймана) послужила образцом для подражания таким поэтам как Данте и Петрарка. К данной секстине и ещё к песне Chanson do`ill mot son plan e prim сохранились ноты.